# フロント・ページ (1990年の映画)
『フロント・ページ』（原題：新半斤八兩、英題：Front Page）は、ホイ兄弟演じるゴシップ記者のドタバタ活躍を描く、1990年のコメディ香港映画。

## 概要
『Mr.Boo!ミスター・ブー（原題：半斤八两）』のセルフ・リメイク作品。主人公の職業を探偵から記者に変更し、芸能人スキャンダル・パパラッチ・整形（豊胸）手術・カラオケなど、当時の香港の時事流行や社会問題を取り入れている。
『新Mr.Boo!アヒルの警備保障』（1981年）以来、マイケル、サミュエル、リッキーの“ホイ三兄弟”が久々に共演した（のちにリッキーが亡くなったため最後の共演となった）。裏方の次男スタンリー・ホイやサミュエルの息子ライアン・ホイもゲスト出演している。
本国香港での年間興行成績は4位。1990年香港藝術家聯會映画俳優賞受賞、1991年香港電影金像奨最優秀主演男優賞ノミネート。日本では、「マイケル・ホイ電影スペシャル92」と銘打って『ホンコン・フライド・ムービー』『ミスター・ココナッツ』『フロント・ページ』の順に三週にわたり小規模上映された。

## あらすじ
ホイ（マイケル・ホイ）は出版社オーナー兼編集長。ジャーナリストを気取るものの、手がけている写真週刊誌『週刊内幕』は時代遅れでさっぱり売れず、経営は火の車。
そんな零細出版社へ、元武道インストラクターのお調子者ビル（サミュエル・ホイ）が求職に訪れる。一度は断ったホイだったが、殴り込んできた抗議集団を追い払う鮮やかさを見て雇い入れる。
取引先や従業員たちの進言もあり、経営危機を脱するためゴシップ記事の掲載を決意するホイ。新米ビルと古参記者フライ（リッキー・ホイ）をこき使い、まずは幽霊騒ぎの捏造を試みる。
次のターゲットは宝石商の息子との結婚を控えた人気女優サンディ（キャサリン・ハン）。あの手この手でついに決定的瞬間の捏造に成功するが、彼女の秘めた苦労と思いやりに触れ、それにつけ込んだやり口を省みるビル。写真を返すためサンディの結婚前夜パーティを訪れるが、そこには宝石を狙う強盗団も目を付けていた。

## スタッフ
- 製作総指揮・脚本：マイケル・ホイ（許冠文）
- 監督・脚本：フィリップ・チャン（陳欣健）
- 企画：チャン・ヤトミン（陳一鳴）
- 撮影：アンディ・ラム（ラム・コクエイ）（林國華）
- 音楽：チョウ・カイサン（周啓生）
- 主題歌・挿入歌：サミュエル・ホイ（許冠傑）『話知你97』『兩個寂寞人』
- 武術顧問：廖學明

## キャスト/吹き替え
| 役名 / 吹替役名                | 俳優                           | DVD版      |
| ------------------------------ | ------------------------------ | ---------- |
| 編集長ホイ（老許）             | マイケル・ホイ（許冠文）       | 小島敏彦   |
| 新米記者マッド・ビル（李標）   | サミュエル・ホイ （許冠傑）    | 大塚芳忠   |
| 記者フライ（烏蠅）             | リッキー・ホイ（許冠英）       | 田原アルノ |
| 女優サンディ（張珊珊）         | キャサリン・ハン（洪欣）       | 榊原良子   |
| ホイの妻（許太）               | レイ・シーケイ（李司棋）       | さとうあい |
| 広告代理店営業ホー（何雅祺）   | テレサ・モウ（毛舜筠）         | さとうあい |
| 従業員ケント（錦叔）           | イップ・ウィンジョー（葉榮祖） | 辻親八     |
| 従業員ピンキー（萍萍）         | ウィニー・ラウ（劉小慧）       |            |
| 従業員メイ（蘭姐）             | ロー・クーンラン（羅冠蘭）     |            |
| 強盗団ボス（順哥）             | ラウ・シウミン（劉兆銘）       | 千田光男   |
| 強盗団部下ドラゴン（屎忽龍）   | リー・ホイサン（李海生）       | 郷里大輔   |
| スタントマン（龍虎武師）       | タイ・ポー（太保）             | 星野充昭   |
| 師匠（師父）                   | ユエン・シュンイー（袁信義）   |            |
| 銀行営業レウン主任（梁主任）   | 曾近榮                         |            |
| ポン先生（龐醫生）             | チョン・プイ（秦沛）           |            |
| アニタ（梅芳芳）               | 余倩雯                         |            |
| 婚約者ロバート・リー（李羅拔） | 趙潤勤                         | 小室正幸   |
| 招待客（嘉賓甲）               | キングダム・ユン（苑瓊丹）     | さとうあい |

## ビデオソフト
- 2005年12月23日に『新Mr.BOO&マイケル・ホイ DVD-BOX』（5,000セット限定生産）として発売時、初DVD化。その後、2007年5月10日に単品廉価版発売。ポニーキャニオンのビデオ版吹き替えを収録。